# ミネアポリス美術館
ミネアポリス美術館 (ミネアポリス・インスティテュート・オブ・アート、Minneapolis Institute of Arts) は、アメリカ合衆国ミネソタ州ミネアポリス市にある美術館。古代以来の世界各地の美術を扱う、アッパー・ミッドウェスト（中西部北部）でも最大の総合美術館である。敷地は8エーカー（32,000平方m）にわたる。入場料をとらない（特別展ではとる場合もあるが、常設展は無料）ことや、常設展示品の写真撮影も自由にできるなどの開かれた姿勢が特徴である。美術館の財政は、ミネアポリスのあるヘネピン郡の委員（コミッショナー）たちが徴収する郡美術館基金から援助されている。

## 歴史
19世紀後半、急発展するミネアポリスの町に美術に触れる機会がないことを残念に感じた市民たちが、後にミネアポリス美術協会（Minneapolis Society of Fine Arts, 今日のインスティテュート・オブ・アート）となる集会を開いた。ミネアポリスの実業家や各種専門家たちが結成したミネアポリス美術協会は、第一回の美術展を1883年に開催し、以後1880年代にかけて数々の美術展などを開催した。1889年、ミネアポリス美術協会は新築のミネアポリス公立図書館に入居し、最初の常設展示場を開いた。
1915年、アメリカ各地でボザール様式の壮麗な公共建築を手掛けていた設計事務所マッキム・ミード・アンド・ホワイトにより、現在の美術館の建物がオープンした。新しい所在地は、ミネアポリスの名士や富豪が1880年代から1920年代にかけて邸宅を構え、現在では歴史遺産として登録されているウォッシュバーン＝フェアオークスの邸宅地区であり、豪邸をこの地に所有していたモリソン家の寄付によるものであった。美術館はミネソタ州におけるボザール様式建築の好例となっている。以来、古代から近代に至る無数の美術品やコレクションが寄付されてきた。また歴史的な展覧会も企画しており、たとえば1971年9月に美術史家ベヴィス・ヒリアー（Bevis Hillier）が企画した『アール・デコ展』は、1940年代以降半ば忘れられていたアール・デコ様式の装飾芸術に対する再評価の決定打となった。
現在の美術館の玄関部分は、もともといくつかの部分からなる複合体の一部として構想されたが、残りの部分は結局建設されなかった。後の時代の増築は、丹下健三による1974年の増築部分など、異なった計画に基づき設計されている。最近の増築は、マイケル・グレイヴス設計により2006年6月に完成した。

## コレクション
美術館のコレクションは、過去5000年にわたる期間の、世界各地の美術品およそ10万点からなる。分野も絵画、版画、素描、彫刻、テキスタイル、建築、装飾など多岐にわたる。アフリカ、オセアニア、先史アメリカの作品も多く、特にアジア美術のコレクションは「アメリカ国内でももっとも良質で包括的なアジア美術コレクションのひとつ」と評されている。この中には、中国の翡翠、青銅器、陶磁器、日本の浮世絵3000点を含む日本美術5000点などが含まれる。2013年6月にはクラーク日本美術・文化研究センターから、約1700点の日本美術コレクションが移管されている。2022年現在で9817点の日本美術を所蔵する。
コレクション中最大の作品はパーセル＝カッツ・ハウス（Purcell-Cutts House）であり、19世紀後半から20世紀にかけて中西部で多く設計された様式であるプレーリー建築の名作を現地で保存し公開したものである。

所蔵品
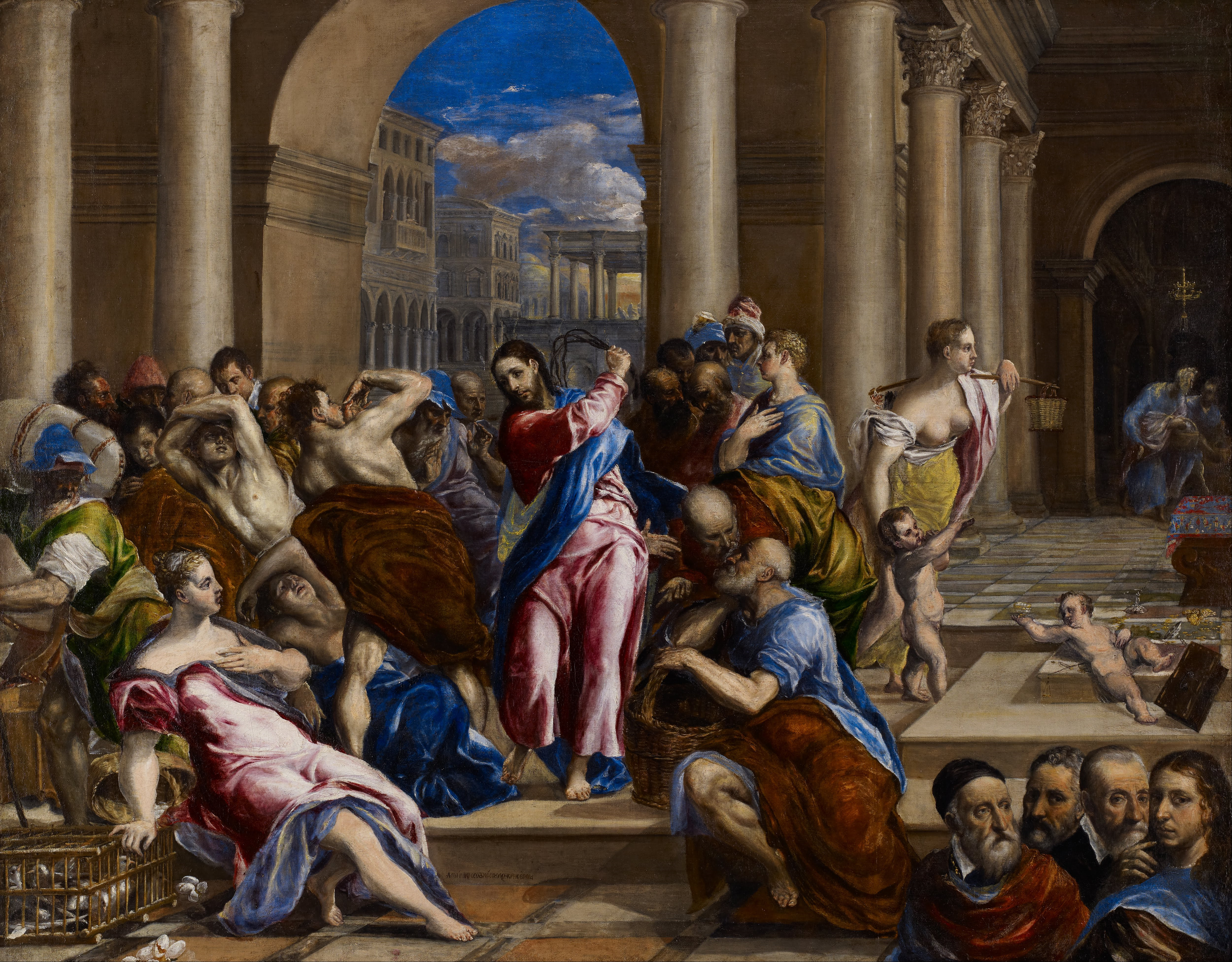
エル・グレコ『神殿を浄めるキリスト』1570-1575年頃
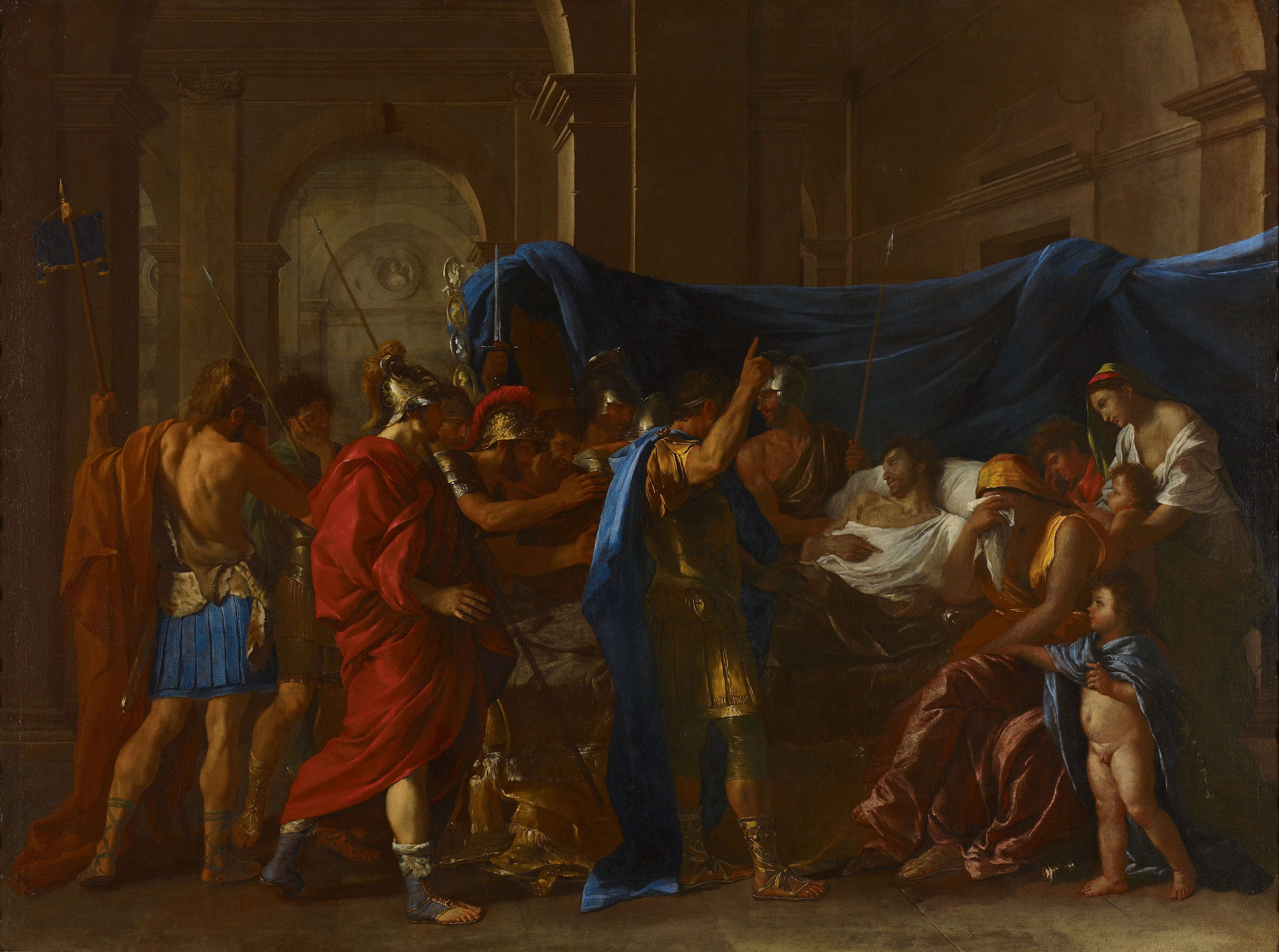
ニコラ・プッサン『ゲルマニクスの死』1627年
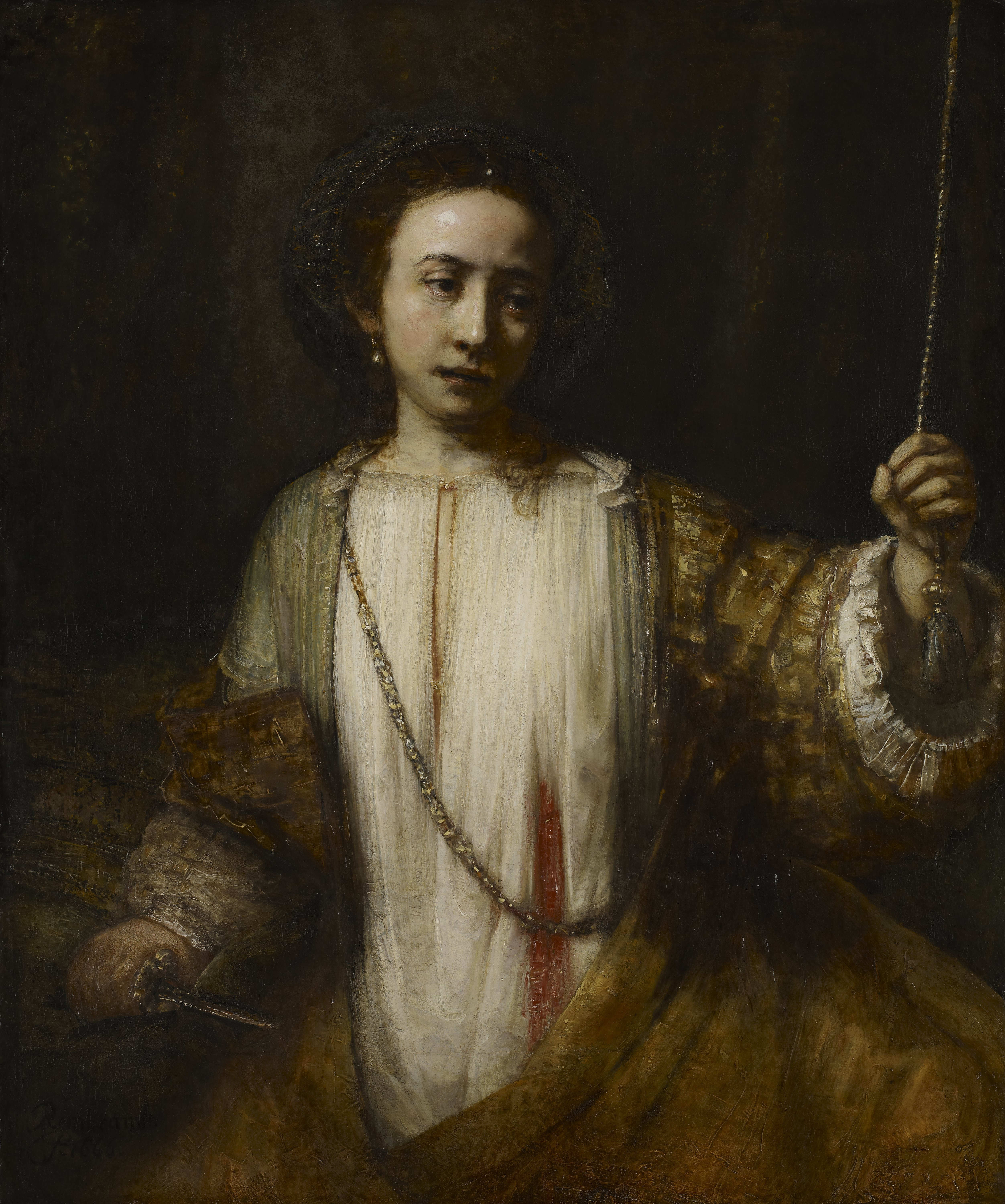
レンブラント・ファン・レイン『ルクレツィア』1666年
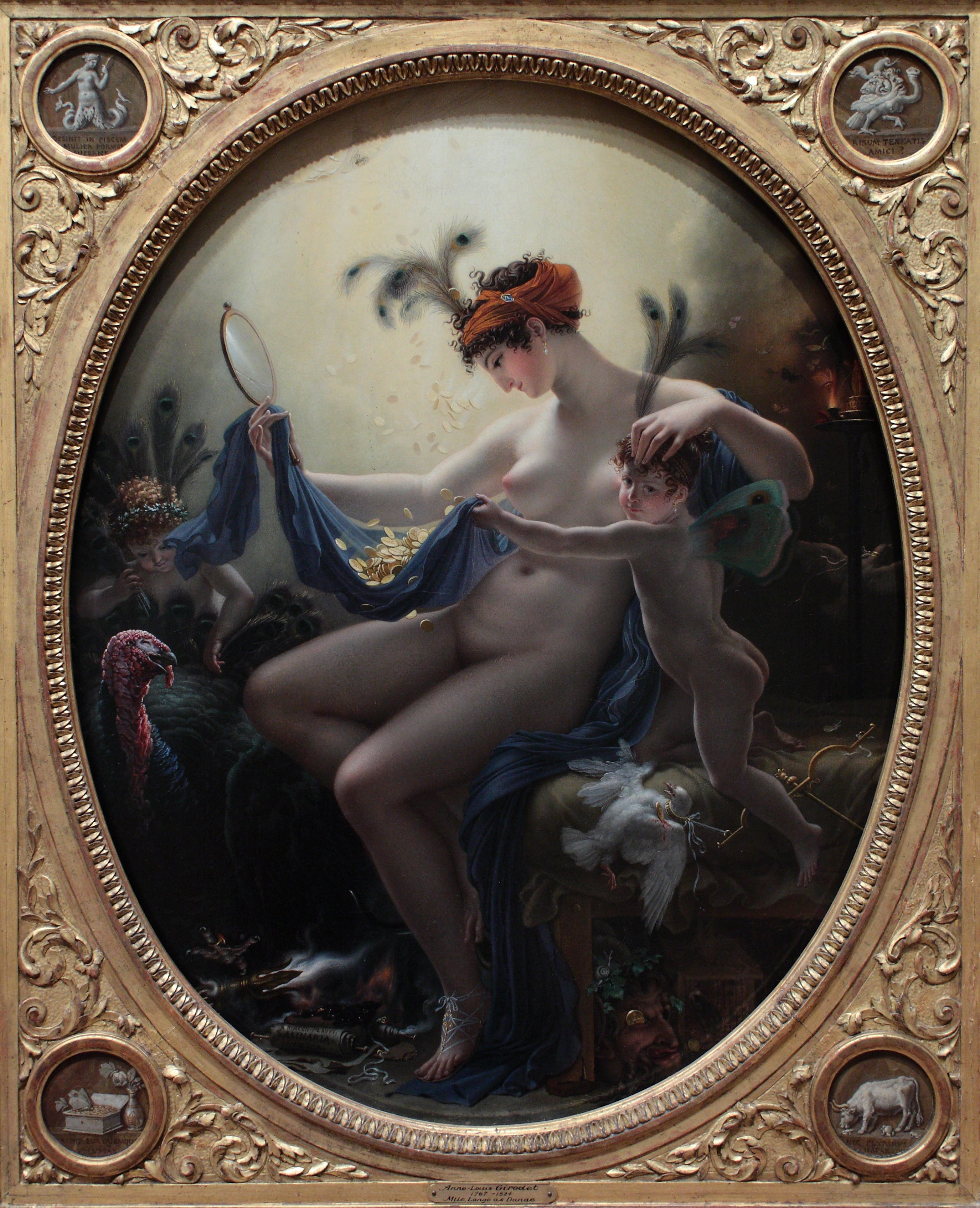
アンヌ＝ルイ・ジロデ＝トリオゾン『ダナエに扮するランゲ嬢』1799年
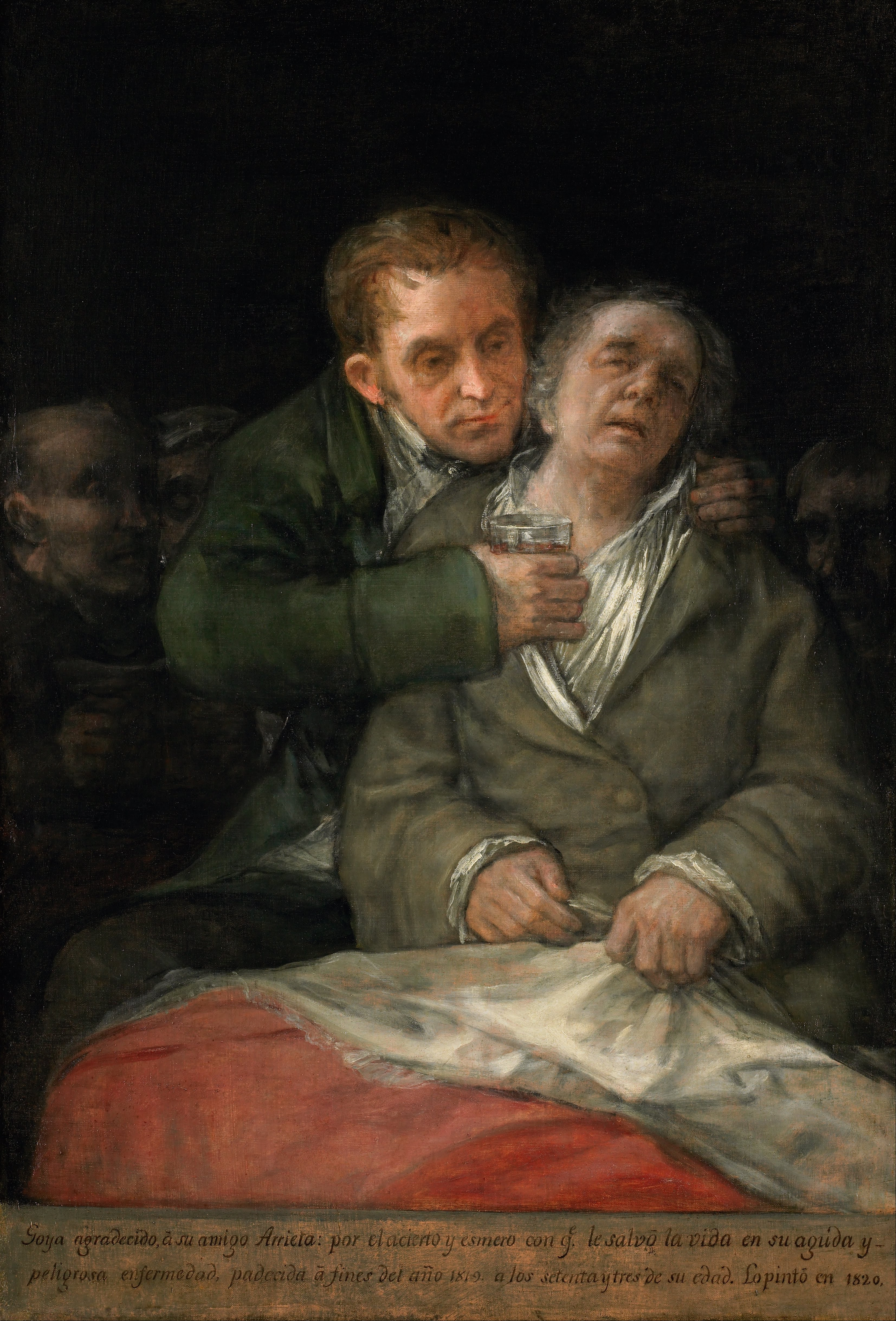
フランシスコ・デ・ゴヤ『アリエタ医師のいる自画像』1820年
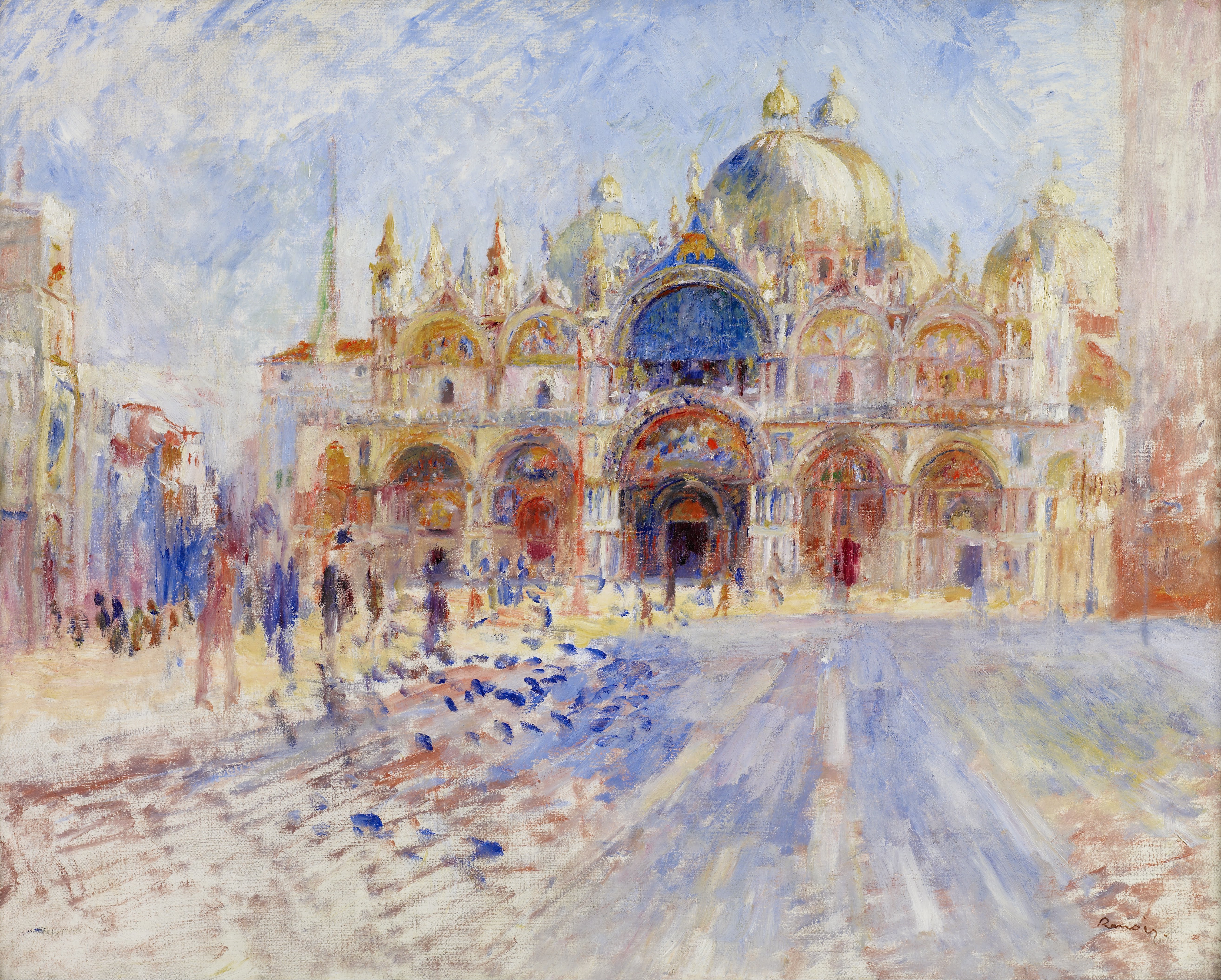
ピエール＝オーギュスト・ルノワール『ヴェネツィアのサン・マルコ広場』1881年
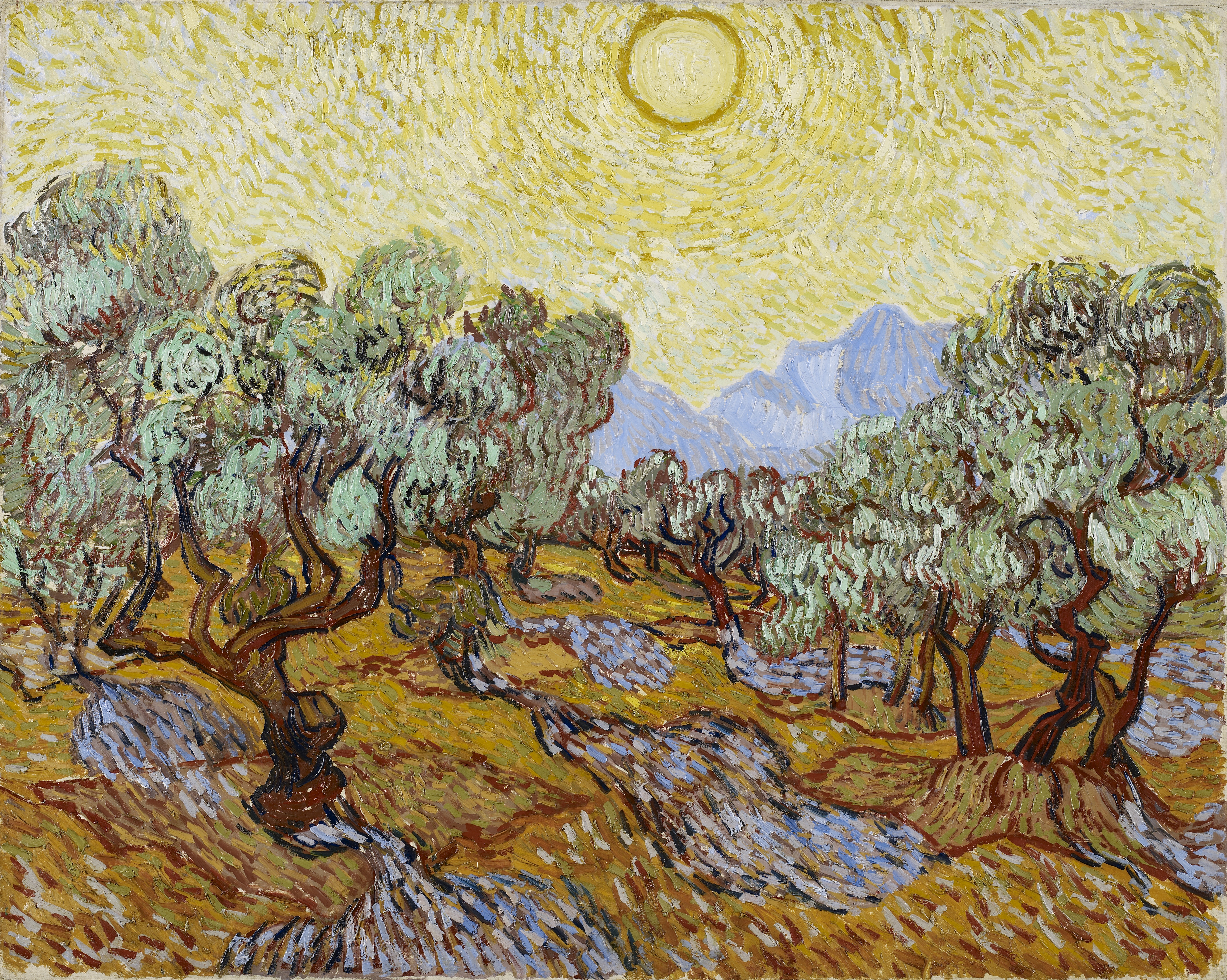
フィンセント・ファン・ゴッホ『黄色い空と太陽のあるオリーブの林』1889年
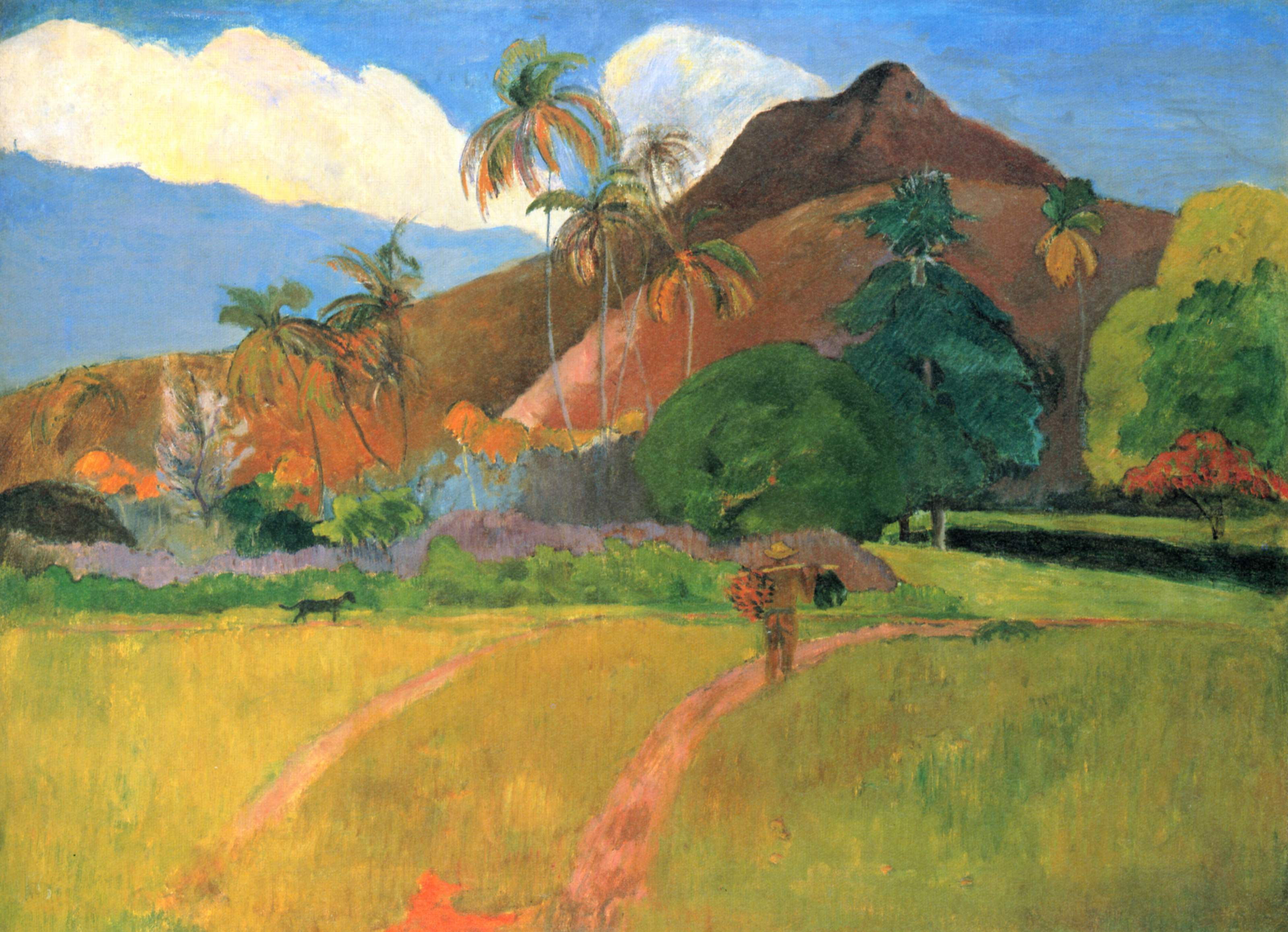
ポール・ゴーギャン『タヒチの風景』1891年
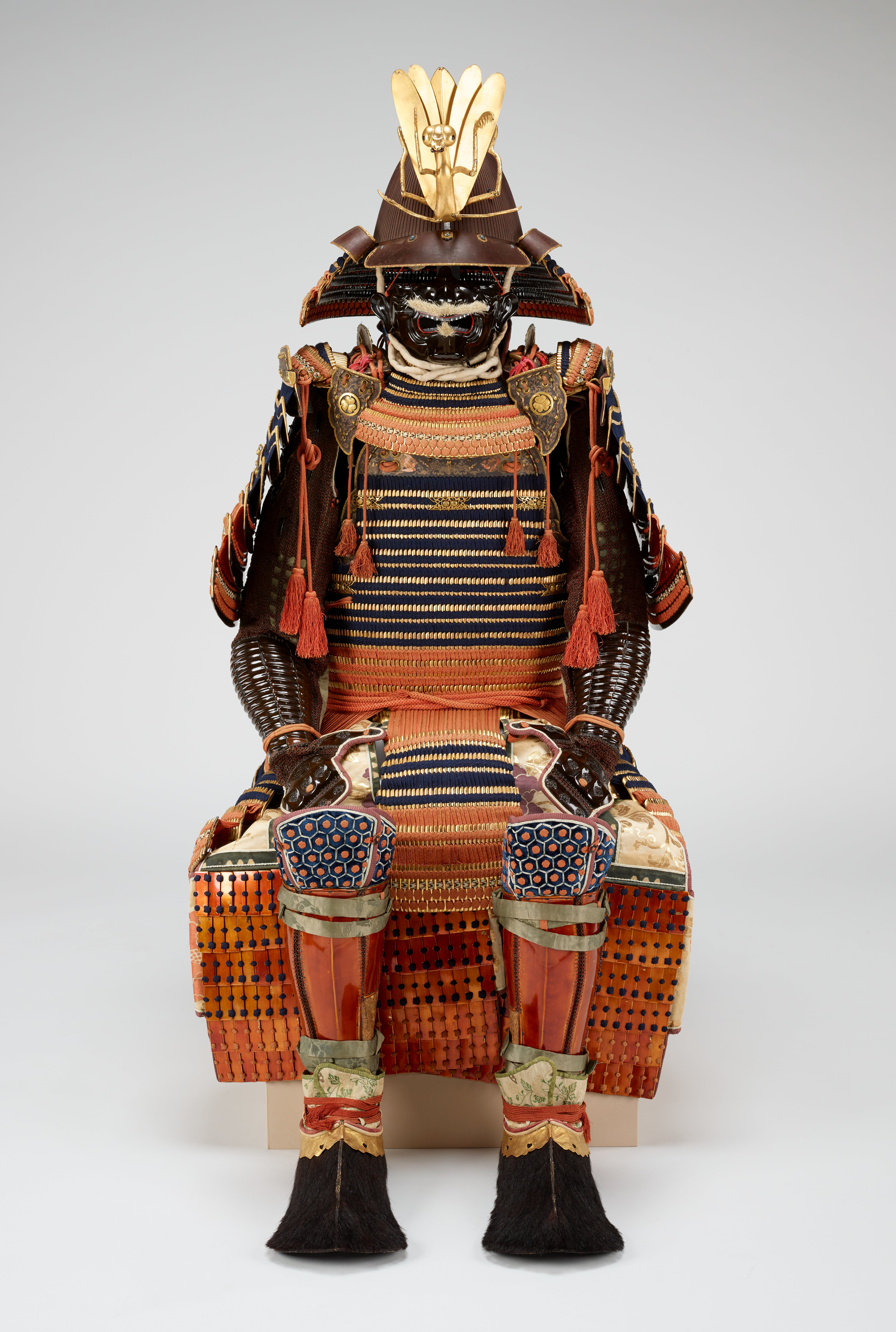
紀州徳川家伝来の当世具足、江戸時代・17世紀中頃。当館が日本の甲冑としてはクリスティーズ史上最高額（2009年時点）の5500万円で落札[6]。
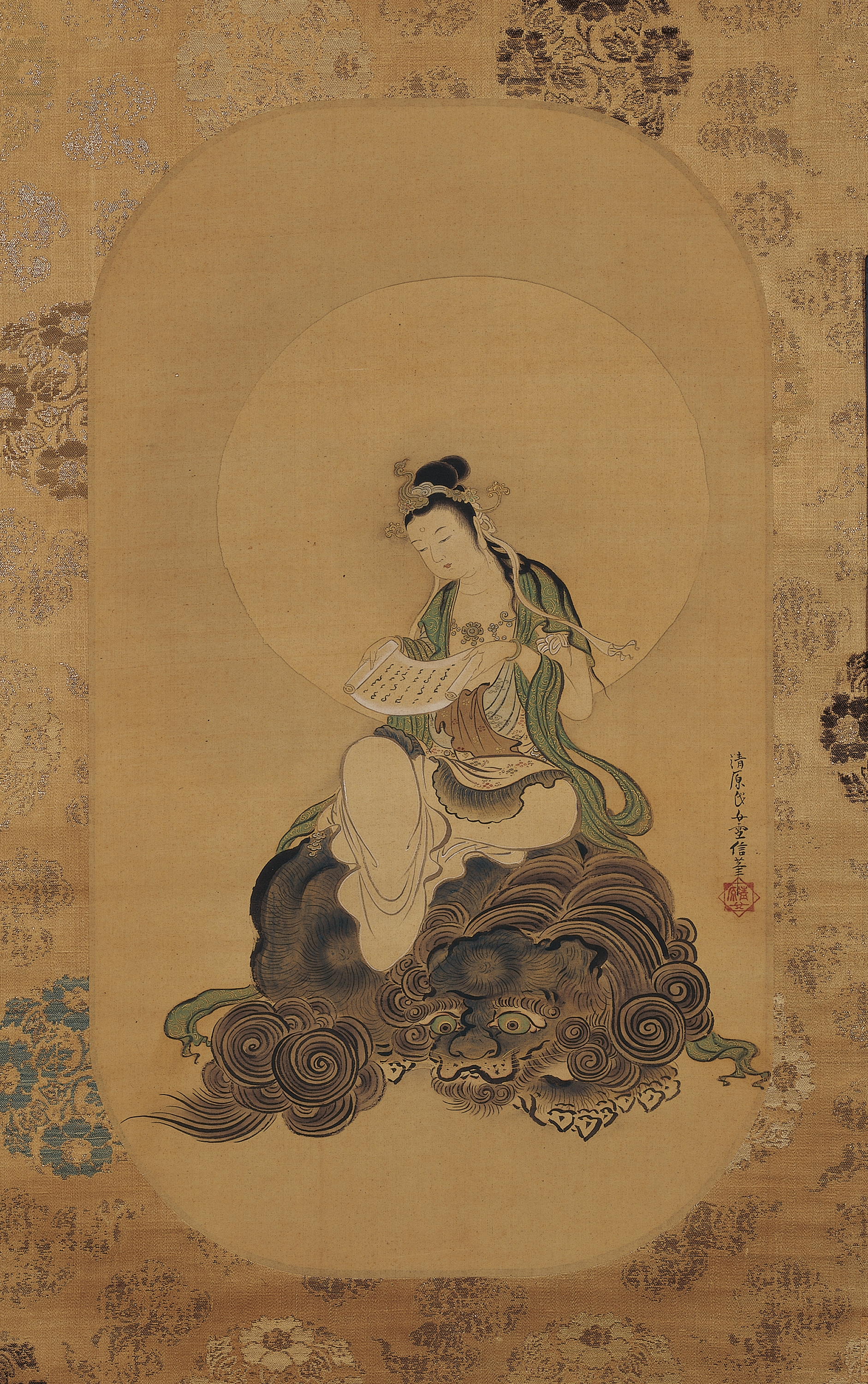
清原雪信「文殊菩薩」

## 活動
個人による美術収集を応援し、館による重要な美術品の購入を援助する「キュレートリアル・カウンシル」が館の7つの分野ごとに設置されており、カウンシル会員の市民に対するレクチャー、シンポジウム、見学旅行などが開催されている。
館の常設コレクション展覧会を他の美術館に巡回させる企画も、各地の地元企業をパートナーとして続けられている。
美術館は、ミネソタ・アーティスト・エキシビション・プログラム（Minnesota Artists Exhibition Program 、MAEP）も入居している。MAEPはミネソタに住む美術家の作品の展覧会をするための組織で、美術家により自主運営されている。

## 参照
1. ↑  “The Art Newspaper Ranking VISITOR FIGURES 2016” (PDF).   The Art Newspaper. 2017年10月18日閲覧。
2. ↑  http://www.artsmia.org/press/view.cfm?PR_ID=104
3. ↑  http://antiquesandthearts.com/archive/mia.htm
4. ↑  ミネアポリス美術館編集 『ミネアポリス美術館浮世絵名品集成』 藝華書院、2011年11月1日、ISBN 978-4-9904055-6-4。
5. ↑  country:"Japan"Mia
6. ↑  米競売、江戸時代の甲冑5千万円／過去最高額で落札 四国新聞 2009年10月24日